# LAMOST J040643.69+542347.8
LAMOST J040643.69+542347.8 — звезда в созвездии Жирафа. Находится на расстоянии 30 тыс. световых лет от Земли. Движется относительно других звезд со скоростью 120 км/c (убегающая звезда).

## Характеристики
LAMOST J040643.69+542347.8 является голубой звездой главной последовательности спектрального класса O6,5V. LAMOST J040643.69+542347.8 не видна невооружённым глазом, поскольку имеет видимую звёздную величину 13,9m.
Скорость вращения звезды составляет 540 км/c, что на 100 км/c больше скорости предыдущего рекордсмена звезды HD 191423.